# Dónyi Gellért
Dónyi Gellért (18. század) pálos rendi szerzetes.

## Élete
Teológiai doktor, pálos szerzetes és generalis definitor volt. Egyetlen munkája Pozsonyban jelent meg.

## Műve
- Funiculus triplex, ex diversis ss. pp. sententiis pro novissimorum consideratione, vitiorum extirpatione, ac praecipuarum virtutum acquisitione: piis quibusdam affectibus pro diversis circumstantiis usurpandis et praecipuis, ac communioribus s. r. c. decretis contextus. Posonii, 1747

Kézirati munkája: Diurnale monasticum in quo quinquaginta quinque sermones de praecipuis materiis pro religiosis, praesertim monasticam vitam profitentibus ss. patrum testimoniis velut luce diurna illustrantur… a. 1756 (4-rét 476 lap. Az 1. lapon: Hic liber datus est ad usum p. Pauli Eszterházy a quo commodatus est… 1760. 27. May)